# 에어 마다가스카르의 운항 노선
에어 마다가스카르는 다음과 같은 노선을 운항하고 있다.(2019년 8월 기준)

## 운항 노선

### 아시아

#### 동아시아
- 중화인민공화국
  - 광저우 - 광저우 바이윈 국제공항

### 아프리카

#### 남아프리카
- 남아프리카 공화국
  - 요하네스버그 - OR 탐보 국제공항

#### 동아프리카
- 마다가스카르
  - 안타나나리보 - 이바토 국제공항 허브
  - 암바토만트야 - 암바토만트야 공항
  - 안카반드라 - 안카반드라 공항
  - 안타라하 - 안타라하 공항
  - 안찰로바 - 안찰로바 공항
  - 안트시라나나 - 안트시라나나 공항
  - 안소히유 - 안소히유 공항
  - 빌오수르 타스리비히나 - 빌오수르 타스리비히나 공항
  - 비셀람프 - 비셀람프 공항
  - 파라팡가나 - 파라팡가나 공항
  - 피아나란초아 - 피아나란초아 공항
  - 만트라노 - 만트라노 공항
  - 마하장가 - 마하장가 공항
  - 마나카라 - 마나카라 공항
  - 마난자리 - 마난자리 공항
  - 만다리사라 - 만다리사라 공항
  - 만자 - 만자 공항
  - 마로나시트리나 - 마로나시트리나 공항
  - 모라페노브 - 모라페노브 공항
  - 모롬베 - 모롬베 공항
  - 모론다바 - 모론다바 공항
  - 노지베 제도 - 파스켄 공항
  - 세인트 마리 - 세인트 마리 공항
  - 삼바바 - 삼바바 공항
  - 소아랄라 - 소아랄라 공항
  - 타마타브 - 타마타브 공항
  - 탐보오라노 - 탐보오라노 공항
  - 토라라노 - 토라라노 공항
  - 토아마시나 - 토아마시나 공항
  - 톨리아라 - 톨리아라 공항
  - 차라타나나 - 차라타나나 공항
  - 타시로아노만드디브 - 타시로아노만드디브 공항
- 모리셔스
  - 포트루이스 - 시우 사구르 람룰람경 국제공항
- 코모로
  - 모로니 - 프린세스 세드 이브라힘 국제공항
  - 앙주앙섬 - 오우니 공항
- 케냐
  - 나이로비 - 조모 케냐타 국제공항
- 레위니옹
  - 생드니 - 롤랑 가로 공항
  - 피에르퐁 - 피에르퐁 공항
- 마요트
  - 자우지 - 자우지 파만지 국제공항

### 유럽

#### 서유럽
- 프랑스
  - 파리 - 파리 샤를 드 골 국제공항
  - 마르세유 - 마르세유 프로방스 공항

## 단항 노선

### 아시아

#### 동남아시아
- 싱가포르
  - 싱가포르 - 싱가포르 창이 국제공항
- 태국
  - 방콕 - 수완나품 국제공항

### 아프리카

#### 동아프리카
- 마다가스카르
  - 마나카라 - 마나카라 공항
  - 보리즈니 - 포트 베르제 공항
  - 아나라라바 - 아나라라바 공항
  - 안디라메나 - 안디라메나 공항
  - 암반자 - 암반자 공항
  - 암반톤드라자카 - 암반톤드라자카 공항
  - 암빌로베 - 암빌로베 공항
  - 피아나란초아 - 피아나란초아 공항
- 세이셸
  - 마헤 - 세이셸 국제공항
- 지부티
  - 지부티 시 - 지부티 암불리 국제공항

### 유럽

#### 서유럽
- 프랑스
  - 니스 - 니스 코트다쥐르 국제공항
- 독일
  - 뮌헨 - 뮌헨 국제공항

#### 중유럽
- 스위스
  - 취리히 - 취리히 국제공항

#### 남유럽
- 이탈리아
  - 로마 - 레오나르도 다 빈치 국제공항
  - 밀라노 - 밀라노 말펜사 국제공항